# 科佩爾足球俱樂部
科佩爾足球俱樂部（FC Koper）是斯洛文尼亞的一家足球俱樂部，位於科佩尔，目前參加斯洛文尼亞足球甲級聯賽。科佩爾贏得過國內所有三項主要足球賽事（聯賽、杯賽、超級杯）的錦標。球隊在2010年建成博尼菲卡體育場，可容納4,047個座位。

## 外部連結
- 科佩爾足球俱樂部官方網站 （页面存档备份，存于） （斯洛維尼亞語）
- Unofficial NK Koper website （页面存档备份，存于） （斯洛維尼亞語）
- PrvaLiga profile （页面存档备份，存于） （斯洛維尼亞語）
- Soccerway profile （页面存档备份，存于）